# HyperTransport
HyperTransport é uma tecnologia que permite criar interconexões bidirecionais ponto a ponto de processadores com grande largura de banda, baixa latência e de maneira escalável. O padrão da tecnologia é aberto, sendo gerenciado e promovido por um consórcio de empresas denominado HyperTransport Consortium. Esta tecnologia é utilizada pela AMD e pela Transmeta em seus processadores x86 e pela NVIDIA em seus chipsets.
HyperTransport é um barramento criado a partir dos processadores AMD64 socket 754 que faz a comunicação direta entre o processador e os demais dispositivos da placa mãe. Nas versões anteriores ao 754, os socketA(462), o chipset (principal chip da placa mãe) controlava o barramento de memória e outros componentes ao mesmo tempo; ao surgir o AMD64 foi criado um controle de barramento exclusivo aos outros componentes chamado de HyperTransport.
Posteriormente a mesma tecnologia foi mantida nos processadores seguintes que são os de socket 939, AM2, AM2+, AM3 (Phenom) e FM1 (AMD Fusion).

## História
HyperTransport ( HT ), anteriormente conhecido como relâmpago de Transporte de Dados (LDT ), é uma tecnologia de interligação de processadores de computador. É tem uma alta largura de banda paralela, serial bidirecional de baixa latência, é um link ponto-a-ponto , que foi introduzido em 02 de abril de 2001.O Consórcio HyperTransport é encarregado de promover e desenvolver a tecnologia HyperTransport.
HyperTransport também é mais conhecido como o barramento de sistema de arquitetura de modernos AMD  de unidades centrais de processamento (CPUs) e os associados Nvidia, nForce de chipsets da placas-mãe. HyperTransport também tem sido usado pelo IBM utilizados pela Apple para os Power Mac G5 máquinas, bem como uma série de modernas MIPS sistemas.
Uma pequena atualização do AM2, foi lançada em 2007. Com placas e processadores baseados nos sockets AM2+, que fornecerão um barramento HyperTransport atualizado, operando com 2.0 GHz(o dobro do utilizado na AM2) e ofereceram suporte ao sistema avançado de gerenciamento de energia utilizado no Phenom. Este novo sistema de gerenciamento suporta o ajuste independente das frequencias de operações do processador e do controlador de memória, que reduzirá o consumo e a dissipação térmica do processador. Estas inovações técnicas, não terá um impacto direto sobre o desempenho.

## Sobre

### Ligações e transferências
HyperTransport vem em quatro versões, 1.x, 2.0, 3.0 e 3.1, que executam a partir de 200 MHz a 3,2 GHz. Também é uma conexão DDR "double date rate", que significa o envio de dados tanto na subida quanto na descida do sinal do clock. Isto permite uma transferência máxima de 6400 MT/s quando rodada 3,2 GHz. Atualmente na computação a frequência de operação é automaticamente negociada com o chipset da placa-mãe.
HyperTransport suporta uma largura de banda determinada automaticamente, que varia entre 2 e 32 bits por link. Há dois links unidirecionais por barramento HT. Com exceção da versão 3.1 a taxa de transferência é de 25,6 GB por sentido, tornando-se mais rápido do que a maioria dos barramentos padrões existentes para estações de trabalho e servidores de PC.
Links de larguras diferentes podem ser misturados num conjunto de sistemas de configuração única, como, por exemplo, em um ligação de 16 bits para uma outra CPU e uma ligação de 8 bits para um dispositivo periférico, o que permite uma interligação mais ampla entre as CPUs. A tecnologia tem a latência mais baixa do que outras soluções, devido à sua menor sobrecarga.
Os dados são transmitidos em pacotes, de forma semelhante a um protocolo de rede, usando tecnologia DDR (Double Data Rate) transmitindo dois bits de dados por cada ciclo de clock.

### Transmissão  por pacote
HyerTransport é baseado nos pacotes,  onde cada pacote consiste de um conjunto de palavras de 32 bits, independentemente da largura do elo físico.  A primeira palavra em um pacote contém sempre um campo de comando. Muitos pacotes contêm um endereço de 40 bits.  Um pacote de controle adcional de 32 bits é anexado quando o endereçamento de 64 bits é necessário. O bloco de dados é enviado após o pacote de controle. Ad transferências são sempre preenchidas a um múltiplo de 32 bits, independentemente do seu comprimento real.
Pacotes HyperTransport entram na interligação em segmentos conhecidos como bit times. O número de bits requeridos depende,   ocasionalmente, da largura de ligação. HyperTransport também suporta mensagens de gerenciamento do sistema, interrupções de sinalização, emitindo sondas para dispositivos adjacentes ou processadores, I/O operações e transações de dados gerais.

### Gerenciamento de energia
O gerenciamento de energia do HyperTranspor é facilitado, um vez que é compatível com a especificação Advanced Configuration and Power Interface. Isso significa que quando um processador está no estado de sono pode causar mudanças no estado do dispositivo.

## Aplicações

### Substituição  do barramento frontal(Front-side bus)
Os processadores intel, anteriores ao i7, utilizam o FSB para a comunicação entre o processador e o chipset.
HyperTansport tem como uso primário substituir o FSB, que é diferente para cada tipo de processador.Por exemplo, um Pentium não pode ser conectado a um barramento PCI Express. Para expandir um sistema, o barramento frontal deve ser conectado através de adaptadores para outros barramentos padrões, como AGP ou PCI Express. Estes normalmente são incluídos nas funções do controlador(northbridge e southbridge).
A AMD usa o HyperTransport  para substituir o barramento frontal em seu Opteron , Athlon 64 , Athlon II , Sempron 64 , Turion 64 , Phenom , Phenom II e FX famílias de microprocessadores.
AMD atuais, sockets  FM1 e FM2 apenas empregam barramento HT. O processador intel atualmente usa um barramento HT, contando com interfaces personalizadas para classes específicas de RAM, como DDR3 em sua arquitetura Haswell . Assim o HT não substituiu FSB, mas tornar-se um padrão unificado para as arquiteturas AMD.

### Interconexão de multiprocessadores
Outro uso para o HT é como uma interconexão entre multiprocessadores NUMA. A AMD usa um HT como proprietário de coerência de cache. A coerência de cache em máquinas NUMA podem ser nccNUMA, que quarda na cahe apenas uma cópia de endereços locais não precisando de tratamento de hardware, ou ccNUMA que precisa ser implementado em hardware.

### Router or Switch
HyperTransport também pode ser utilizado com barramento em rounter e switch(rotiadores e interruptores). Router or switch possuem várias interfaces de rede, e estas devem enviar dados o mais rápido possível. Por exemplo, um de quatro portas, 1.000 Mbit/s de Ethernet, então o router precisa de no máximo 8000 Mbit/s de largura de banda interna(1000Mbit/s * 4 portas  * 2 direções). Esta aplicação faz com que o HT exceda em muito a largura de banda.

### Interconexão de coprocessadores
Questões de latência e largura de banda entre CPUs e coprocessadores tem sido, geralmente, o maior obstáculo para sua aplicação prática do HyperTransport. Recentemente, coprecessadores, como FPGAs têm mostrado que pode acessar o barramento HyperTransport assim tornando-se cidadãos de primeira classe na placa-mãe.
AMD lançou uma iniciativa denominada Torrenza em 21 de setembro de 2006, para promover ainda mais o uso do HyperTransport para cartões de plug-in e coprocessadores . Esta iniciativa abriu sua "Tomada F" para placas plug-in.

### Adição de um conector de placa (HTX e HTX3)
A especificação de  um conector que permite que um periférico com aberturas de conexão direta com um microprocessador usando uma interface HyperTransport, é conhecida como   HYper Transporte e Xpansion ( HTX ).  Usando um exemplo contrário do mesmo conector mecânico 16-lane PCI-Express Slot (mais um conector x1 para pinos de alimentação),  o HTX permite o desenvolvimento de placas plug-in que suportam acesso directo a uma CPU e DMA para o sistema RAM.
O padrão HTX inicial é limitada a 16 bits e 800 MHz.

Em agosto de 2008, o HyperTransport Consortium liberou o HTX3 , o que amplia a velocidade de clock de 2,6 GHz para HTX (5.2 GT / s, 10,7 GTi, 5.2 GHz de velocidade de dados reais, 3 MT/s taxa de edição) e mantém compatibilidade com versões anteriores.

### Teste
O conector de teste "DUT" é definido para permitir a interligação do sistema de teste funcional padronizado.

## Implementações
- AMD, AMD64 e arquiteturas de conexão direta para CPUs.

- SiByte MIPS CPUs da Broadcom.
- Processadores Raza Thread.
- Processadores Loongson-3 MIPS.
- ht_tunnel do projeto OpenCores (MPL licence).
- ServerWorks (agora Broadcom) sistemas HyperTransport de controle de E/S.
  - HT-2000.
  - HT-2100.
- Os IBM CPC925 e CPC945 PowerPC 970 northbridges, como os que são coprojetado e utilizado pela Apple no Power Mac G5.
- Cisco QuantumFlow.

## HyperTransport especificações de frequência
| HyperTransport Versão | Ano  | Max. HT Frequência de Raul | Max. de largura de banda larga | Max. de largura de banda agregada (bi-direcional) |
| --------------------- | ---- | -------------------------- | ------------------------------ | ------------------------------------------------- |
| 1.0                   | 2001 | 800 MHz                    | 32 Bits                        | 12.8 GB/s                                         |
| 1.1                   | 2002 | 1.0 GHz                    | 32 Bits                        | 8.0 GB/s                                          |
| 2.0                   | 2004 | 1.4 GHz                    | 32 Bits                        | 22.4 GB/s                                         |
| 3.0                   | 2006 | 2.6 GHz                    | 32 Bits                        | 41.6 GB/s                                         |
| 3.1                   | 2008 | 3.2 GHz                    | 32 Bits                        | 51.2 GB/s                                         |